# Walter Horn (historien)
Pour les articles homonymes, voir Walter Horn et Horn.
Walter William Horn (18 janvier 1908 - 26 décembre 1995) est un érudit médiéviste germano-américain connu pour son travail sur l'architecture vernaculaire en bois du Moyen Âge.